# Häckoxel
Häckoxel (Sorbus mougeotii) är en rosväxtart som beskrevs av Dominique Alexandre Godron och Hubert Félix Soyer-Willemet.
Häckoxel ingår i släktet oxlar och familjen rosväxter. Inga underarter finns listade i Catalogue of Life.

## Bildgalleri

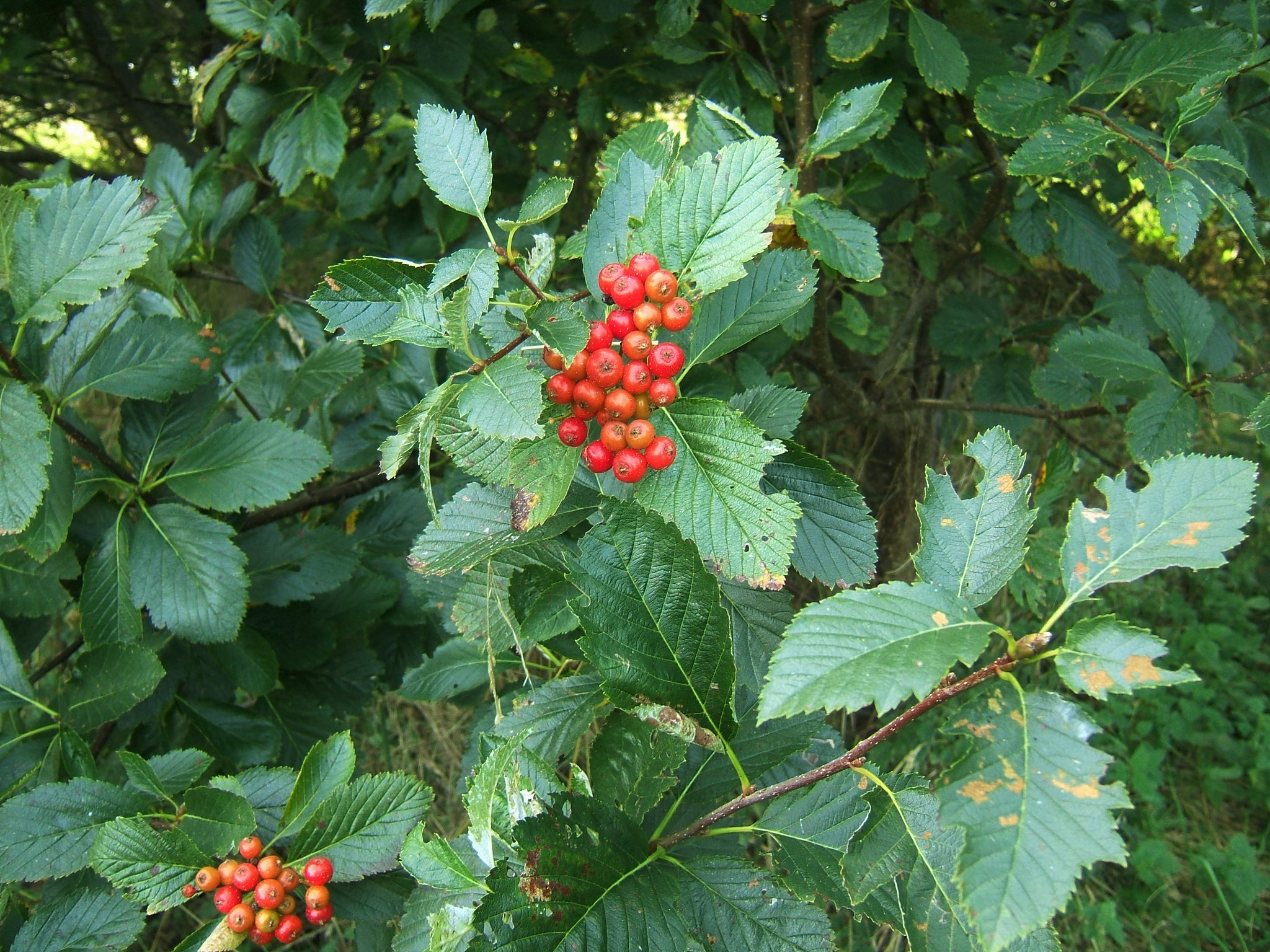
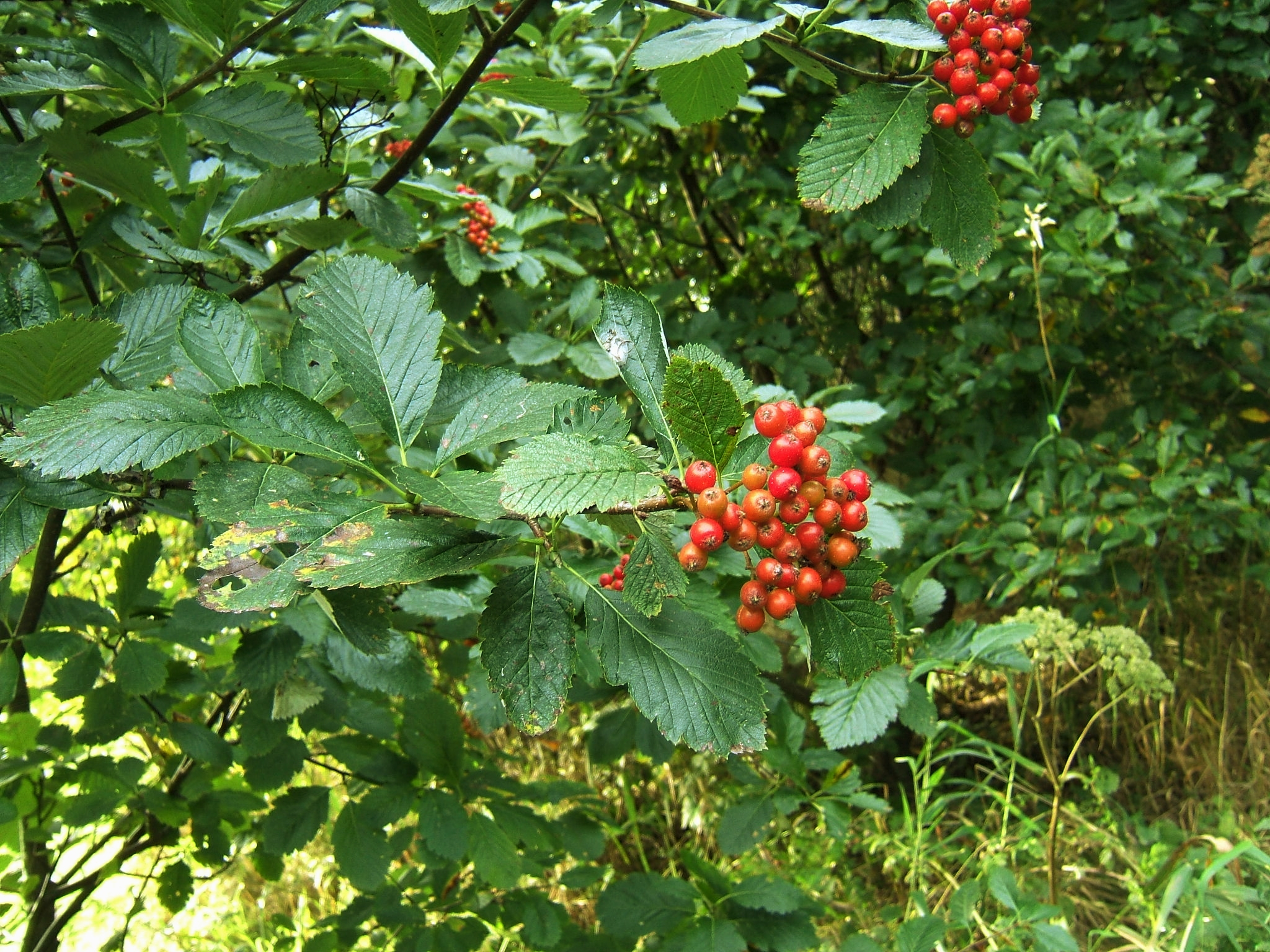
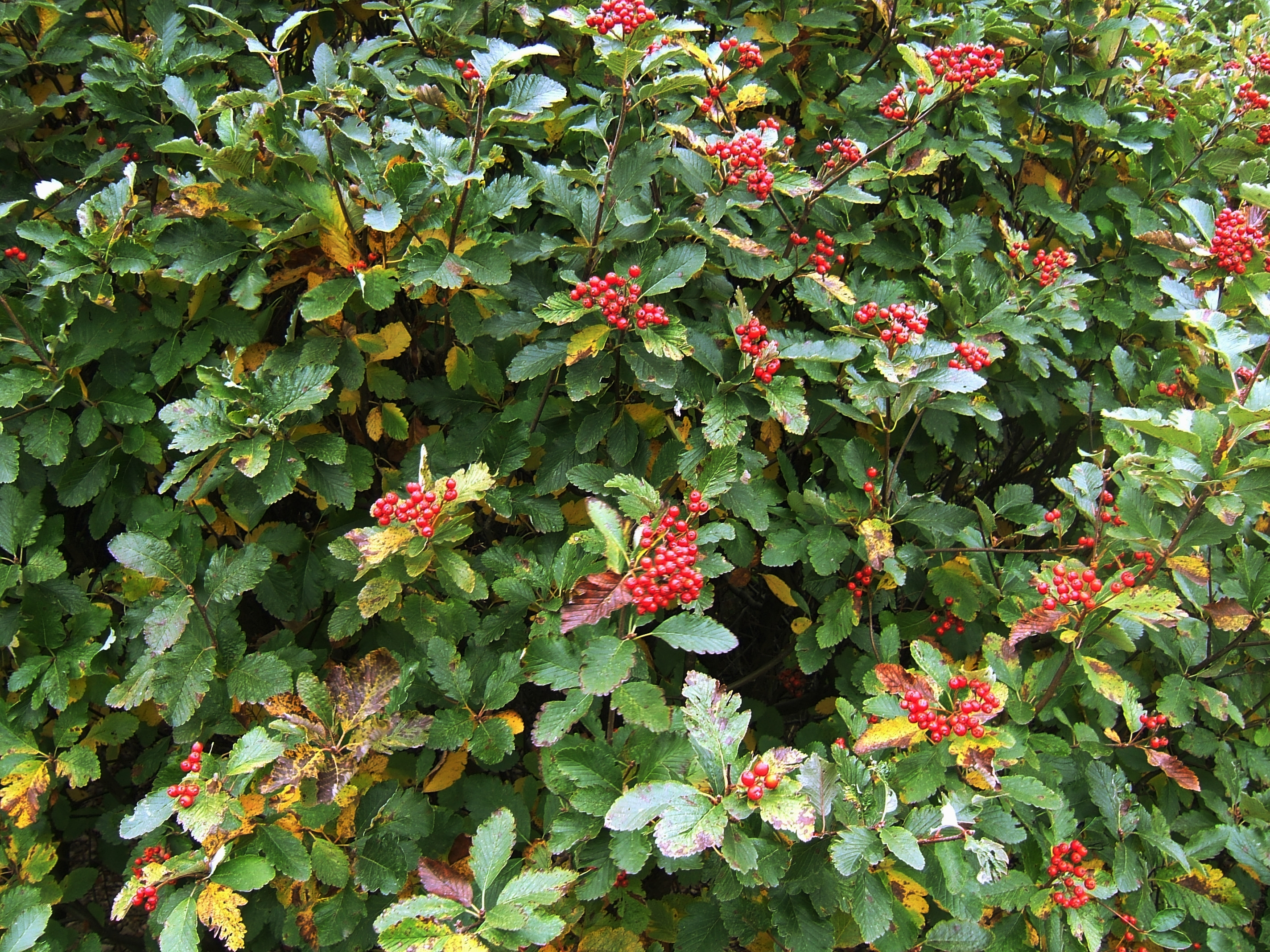
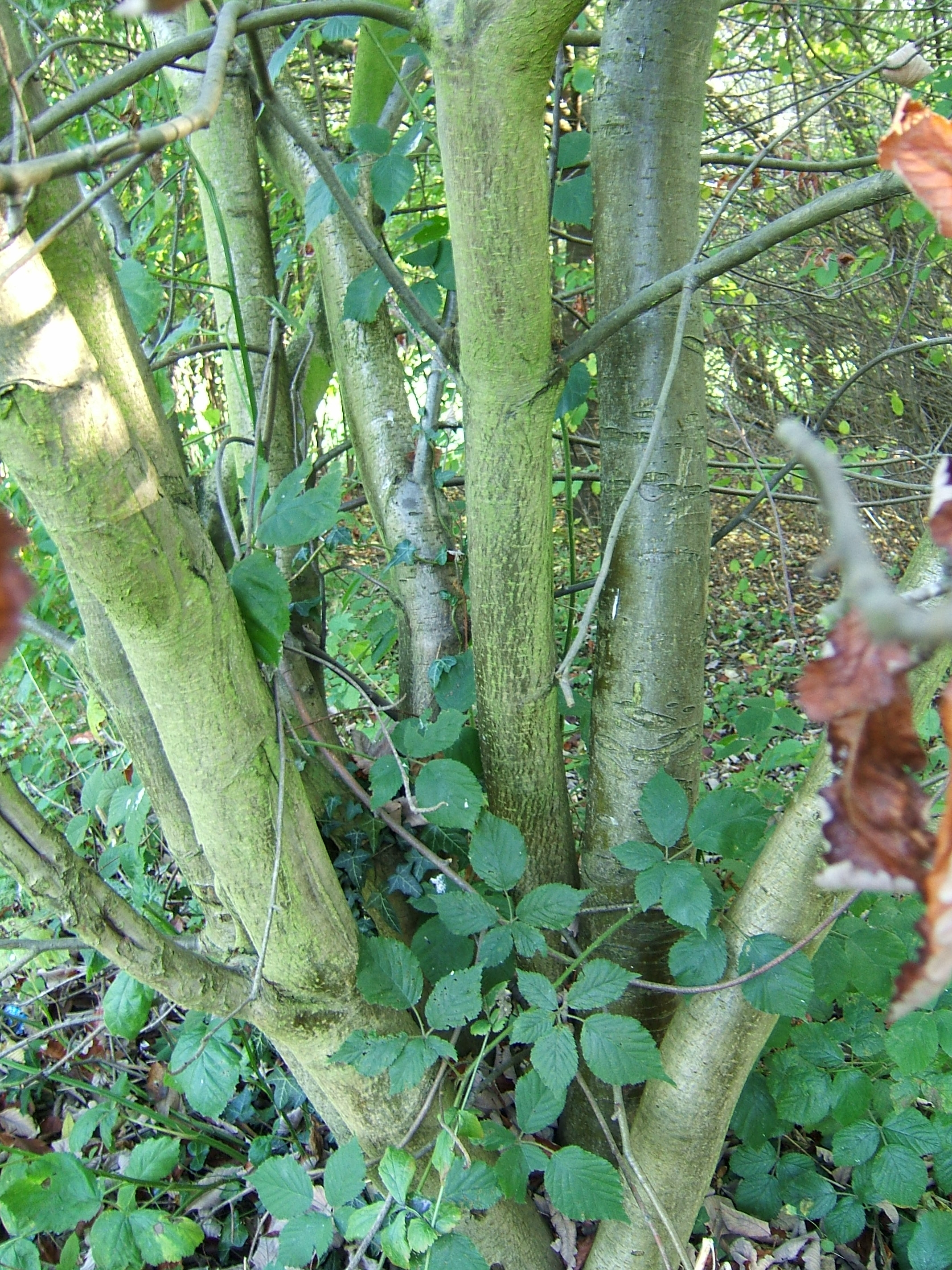
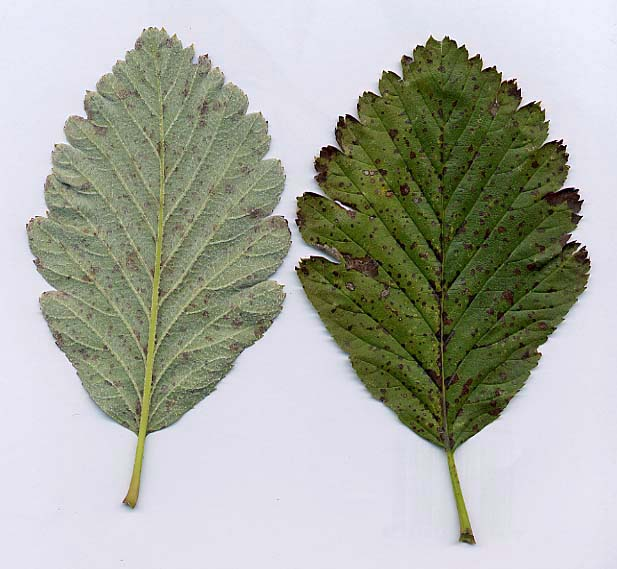